# 廖栢康
廖栢康（1990年—），是香港民主派人士，前香港沙田區議會廣康選區議員。他在2019年香港區議會選舉中撃敗與中國共產黨關係密切、大部分立場與中共中央一致的民建聯黨員王虎生及報稱無黨派蔡振超，成為香港第六屆區議會沙田區議員。

## 從政
2019年8月7日，廖栢康聯同黨友楊思健及當時正考慮參選區議會者（屬荃灣區的劉肇軒、謝旻澤、屬葵青區的王天仁、蔡雅文、屬深水埗區的林倩同、冼錦豪）向港鐵請願及遞交公開信。他們指，連串發生在港鐵站衝突令人擔心乘港鐵時的安全，要求港鐵透過車站的閉路電視片交代真相，解釋為何港鐵在7月21日及27日於元朗站發生的衝突中未有適時處理及保護乘客，以及香港警務處在7月27日於該站內使用胡椒噴霧時，為何未有安排列車疏散市民，並促請港鐵誠實地檢討事件，向傷者、公眾及受影響的港鐵員工公開道歉。他們也同時要求港鐵為前線員工提供清晰指引以確保未來不會有同樣的失當處理，及在沒有證據證明乘客違法時保證不會向任何機構提供乘客的交通紀錄及個人資料。

### 2019年區議會選舉
2019年區議會選舉，民建聯王虎生爭取連任，遇上民主動力支持的廖栢康及再次參選的蔡振超挑戰，結果廖栢康以57%得票的3,333票當選。惟王投訴選前活動期間被大群人包圍並受到「收隊啦屌你老母」、「廣源邨唔撚歡迎你」、「票投民建聯，香港玩撚完」等粗口呼喝，而被迫終止宣傳工作。而及後亦有人塗鴉其議員辦事處、撕破其宣傳橫額、「源居民」群組內大肆宣傳「一票不投王虎生」、「一票不投民賤聯」等單張，更辯稱群組煽動他人印刷載有虛假陳述的文宣並張貼在「連儂牆」供公眾閱讀，但該等印刷則沒有列入其選舉開支，自以為選舉不公，提出選舉呈請。
| 政党   | 政党   | 候选人    | 票数  | %   | ±      |
| ------ | ------ | --------- | ----- | --- | ------ |
|        | 無黨派 | ①. 蔡振超 | 401   | 7%  |        |
|        | 源居民 | ②. 廖栢康 | 3,333 | 57% | 不適用 |
|        | 民建聯 | ③. 王虎生 | 2,081 | 36% |        |
| 多数票 | 多数票 | 多数票    | 1,252 |     | 不適用 |

### 區議員生涯
2020年1月7日，逾30名沙田區議員及百多名市民，在沙田大會堂「百步梯」參與由地區組織「沙田一隅」發起的「和你plan」活動，讓市民討論社區事務，其中不少人提議建立社區連儂牆。而最關注的議題是「成立地區監警會」及「擴大黃色經濟圈」，其次為「定期舉行居民大會」。
2020年1月17日，與另一名沙田區議會議員楊思健協助於廣源邨被捕、被指涉藏槍男子。廖栢康表示，家人多番向警方查詢被捕者情況，但警員只是透露報案室無紀錄，被扣留在何處、哪個部門跟進無從得知，至下午5時多O記有警員致電稱會派人聯絡，但至傍晚都無人接觸家屬，廖批評警方自早上8時多事主被捕後阻止行使法律權利。
2020年4月20日，有便衣警員進入廣源邨廣橡樓5樓一個單位調查，有街坊報稱聽到單位內有作嘔聲及撞門聲。沙田區區議員廖栢康及其助理到場拍門，要求了解事件，但有人打開門隙，表示警方正辦事後關門。其後先後有律師、救護員及消防員到場，皆未能進入單位。半小時後，有多名軍裝警員到場，將圍觀人士分隔，並要求區議員後退。晚上8時許，便衣警員從單位內搬走部份證物，並將一名男子蒙頭帶走。
2020年5月1日，網民發起於晚上在沙田新城市廣場「和你Sing」活動，沙田區議員李世鴻及廖柏康在中庭封鎖線外一度與警方爭拗，李世鴻質疑警方設立封鎖線是否有合法性。在場不時有市民與警員互相指罵。
2020年10月30日，沙田區議會文化、體育及社區發展委員會會議上，議員轟沙田民政失職未有就甲組球隊永義向政府申請短期租用馬鞍山一幅閒置土地興建足球訓練中心一事諮詢區議會時失職。廖於會上狠批沙田民政事務處總聯絡主任鄭小玲「傳走晒啲波」、「離晒大譜」，指「如果鄭小玲去踢波，世界級中場勁過恩尼斯達，將啲波射走晒、傳走晒」
因宣誓風波，於2021年7月9日辭任沙田區議員。